# 加華銀行
加華銀行股份有限公司，簡稱加華銀行，以及加華銀行股份（英語：Canadia Bank plc），在1991年創立以及營運，當時名為「柬埔寨黄金与信托有限公司」，1993年才改為股份制，現時由加华投资控股集团投資管理，由原柬埔寨国家银行职员及加拿大籍柬华人方侨生及其它股东共同组成。
主要經營黄金交易、金币制造及向本地商人提供信贷，提供農業收支平衡。

## 外部連結
- CanadiaBank.com